# Jindřichov (Cheb)
Jindřichov (németül: Honnersdorf) Cheb településrésze Csehországban a Karlovy Vary-i kerület Chebi járásában. A városközponttól 3,5 km-re északkeletre fekszik. A 2001-es népszámlálási adatok szerint 33 lakóháza és 84 lakosa van.